# Edward Glover
Edward Glover (* 23. April 1885 in Emsworth, Pennsylvania; † 2. November 1980 in Crown Point, Indiana) war ein US-amerikanischer Leichtathlet, der zu Beginn des 20. Jahrhunderts als Stabhochspringer erfolgreich war. 
Er konnte sich zweimal bei den US-amerikanischen Landesmeisterschaften platzieren:
- 1905 Zweiter mit 11-6
- 1907 Dritter mit 12-0

Zum Jahr seines größten Erfolges wurde jedoch das Jahr 1906, als er bei den Olympischen Zwischenspielen 1906 in Athen hinter dem Franzosen Fernand Gonder (Gold mit 3,50 m) und dem Schweden Bruno Söderström (Silber mit 3,40 m) mit übersprungenen 3,35 m BRONZE gewann.
Nach seiner Karriere wurde Glover Anwalt in Crown Point, wo er auch zweimal Bürgermeister war.